# Redevance audiovisuelle en France
Pour un article plus général, voir Redevance audiovisuelle.
Lire en ligne

Lire sur Légifrance

La contribution à l'audiovisuel public, anciennement redevance audiovisuelle, est un impôt français créé en 1933 afin de financer l'ensemble du paysage audiovisuel français public. Ce prélèvement finance une grande partie du budget de France Télévisions, Radio France, Arte France, France Médias Monde, TV5 Monde et l'INA. Son produit et son nombre de redevables en font une des plus importantes taxes affectées. En 2009, la dénomination officielle de la redevance audiovisuelle change en « contribution à l'audiovisuel public » (CAP). La redevance est supprimée à compter du 4 août 2022.

## Historique

### Taxe sur les postes de radio (1933-1977)

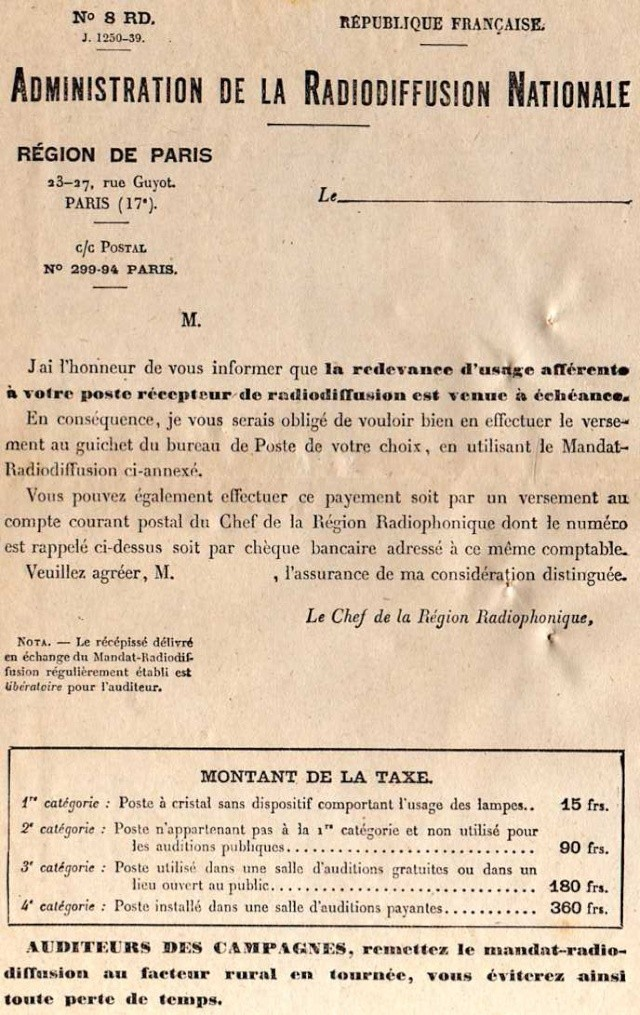
Avis d'échéance

Ministre des Postes et télécommunications en 1932-1933, André Laurent-Eynac met en place le financement des radios publiques par prélèvement fiscal. La publicité est petit à petit écartée des chaînes publiques.
Le secteur de la radiodiffusion est alors en plein essor. Le nombre de postes de radio explose, passant de 1,9 million en 1935 à 4 millions en 1937. Et le contenu est également en forte progression : 2 heures de diffusion en moyenne par jour en 1927, puis 7 heures en 1930 et 9 heures en 1933.
Les articles 109 à 115 de la loi du 31 mai 1933 portant fixation du budget général de l'exercice 1933 instaurent une redevance pour droit d'usage assise sur les postes radio. Les usagers de la radiodiffusion doivent déclarer les postes de radio. Les possesseurs de postes à galène sont faiblement taxés (15 francs). Les possesseurs de postes à lampes doivent payer plus de trois fois plus (50 francs).
La suppression de la redevance radiophonique est régulièrement évoquée dans les années 1970,. En 1977, le secrétaire d'État chargé des relations avec le Parlement Christian Poncelet indique que la redevance radiophonique, n'étant due que par les auditeurs n'ayant pas de téléviseurs, « elle pèse presque uniquement sur les personnes âgées et ne rapporte que 60 millions de francs ». Les postes de radio sont finalement exclus du champ de la redevance à compter du 1er janvier 1978. Un temps évoqué, le projet de taxation des auto-radios n'a jamais vu le jour.

### Taxe sur les téléviseurs (1948-2021)
Bien que la télévision s'adresse encore à un nombre très restreint de Français, seuls 297 foyers possèdent un poste en 1949, l'assiette de la redevance est étendue aux téléviseurs en 1948 sous le gouvernement d'Henri Queuille. En 1974, une redevance spécifique pour les télévisions en couleur est mise en place. Trente ans plus tard, le taux réduit pour les télévisions en noir et blanc est supprimé en 2004.
Jusqu'à sa disparition en 1974, l'Office de radiodiffusion-télévision française (ORTF) est chargé de la perception de la redevance. Puis le Trésor public se dote d'un service de la redevance.

### Taxe sur les magnétoscopes (1983-1986)
Face à l’afflux des produits électroniques japonais, le gouvernement Pierre Mauroy met en place une série de mesures protectionnistes à partir de 1982 : blocage douanier à Poitiers, TVA sur la location de vidéocassettes et une redevance sur les magnétoscopes similaire à celle appliquée aux téléviseurs,,. Par le décret n° 82-971 du 17 novembre 1982, Laurent Fabius étend la redevance pour droit d'usage aux magnétoscopes, à compter du 1er janvier 1983. Charles Pasqua, dans son rapport fait au nom de la Commission des Affaires culturelles du Sénat, qualifie la taxe sur les magnétoscopes de mesure injuste, absurde et dangereuse. La redevance s'avère très impopulaire et inefficace, elle est abrogée par François Léotard à compter du 1er janvier 1987.

### Adossement à la taxe d'habitation
Depuis de nombreuses années, des voix s'élèvent pour moderniser la collecte de la redevance audiovisuelle afin de diminuer les frais de collecte et réduire la fraude. En 1987, le député Michel Pelchat propose d'adosser la redevance à la facture EDF. En 1997, le spécialiste de l'économie des médias et maître des requêtes au Conseil d'État, Bernard Spitz, propose d'ajouter la redevance à la facture EDF ou à l'occasion du recouvrement des impôts. Dans un rapport de 1999, l'inspection générale des finances estime que le coût global du service de la redevance s’élève à 136 M€.
En 2005, il est finalement décidé d'adosser la collecte de la redevance audiovisuelle au recouvrement de la taxe d'habitation pour les particuliers et à la TVA pour les professionnels. Le service de la redevance audiovisuelle, chargé du recouvrement, a été supprimé le 1er octobre 2005. L’adossement au recouvrement de la taxe d’habitation a permis de simplifier le recouvrement de ce prélèvement fiscal en émettant qu’un seul avis d’imposition, ainsi qu'un seul acte de paiement et une seule procédure de recouvrement. Dans un rapport de 2007, la Cour des comptes estime que la réforme a permis une diminution de 65 % des coûts.

### Réformes envisagées
Face au recul du taux d’équipement en téléviseurs de ménages français depuis 2012, il est régulièrement proposé d’élargir l’assiette aux autres écrans (ordinateurs,, tablettes, smartphones, box internet) ou d'universaliser la contribution à l'audiovisuel public en instaurant un prélèvement forfaitaire par résidence ou par foyer, qu'ils possèdent ou non un téléviseur. En 2014, Jean-Pierre Leleux déclare que la réforme de la redevance audiovisuelle « est un vieux serpent de mer dont il faut enfin couper la tête ».
La suppression de la taxe d'habitation est à nouveau l'occasion de nombreuses propositions pour réformer la collecte de ce prélèvement obligatoire. Le journaliste Jean-Baptiste Rivoire propose que « l'État libère une partie de la taxe redevance audiovisuelle pour permettre aux citoyens qui le souhaitent d'en affecter 10% au média indépendant de leur choix ». Le député Laurent Garcia propose « une taxation minime sur chaque connexion à un réseau social ».

### Privatisation de l'audiovisuel public ou suppression de la redevance?
En 2015, un projet de loi rédigé par le député Patrick Balkany, visant à privatiser l'audiovisuel public avait été écarté par l'Assemblée nationale. Lors de la campagne pour l'élection présidentielle de 2022, Éric Zemmour indique vouloir supprimer la redevance finançant France Télévisions et Radio France, qu'il qualifie de « machine de propagande inouïe, au service d’une idéologie qui déteste la France ». Même s'il a « vu sa notoriété grandir grâce à France 2 », il ajoute le 15 décembre qu'il souhaite privatiser, « en particulier France Inter et France Télévisions ». Valérie Pécresse a de son côté déclaré le 23 septembre, que la privatisation n'était pas un « tabou » pour elle. Marine Le Pen avait été la première, dès le 8 septembre, à proposer les mêmes réformes dans un entretien au Figaro.
Emmanuel Macron s'engage à supprimer cet impôt lors de la campagne pour l'élection présidentielle. La suppression de la taxe pour septembre 2022 est confirmée par voie de presse en mai. La loi de finances rectificative pour 2022 supprime la redevance à compter du 1er janvier 2022,. La solution retenue par l'Assemblée nationale est d'allouer une fraction de la TVA au financement de l'audiovisuel public. Cette solution devra évoluer d'ici 2025 car la méthode retenue deviendra illégale. L'affectation du produit des taxes devra comporter un lien avec la mission de service public financée.
Lors des élections législatives de 2024, le président de Rassemblement National Jordan Bardella, rappelait que son parti "mettrait à exécution" la privatisation d'une partie de l'audiovisuel public s’il remportait les élections législatives.Dans le prolongement de ces annonces, le vice-président de la commission des affaires culturelles et de l'éducation de l'Assemblée Nationale Philippe Ballard, a déposé une proposition de loi destinée à lever les obstacles majeurs à l’achat de ces nouvelles chaînes par les acteurs du secteur. Il détaille dans un rapport publié en octobre 2024 dans le cadre du projet de loi de finances pour 2025 ce processus de facilitation de concentration des médias. Selon le rapporteur, « un tel projet permettrait de structurer durablement le paysage audiovisuel français, pouvant permettre par la suite la privatisation du service public audiovisuel.»,

### Transformer la redevance pour plus de pluralisme?
Certaines personnalités reprochent le manque de pluralisme dans les médias et la presse écrite ce qui constituerait un manquement dans le débat démocratique français faute de financement pérenne et indépendant.
Depuis 2016, le collectif redevance-citoyenne.fr animé par Frédéric Mollard propose la transformation de la CAP en Chèques Redevance d'Initiative Citoyenne où chaque citoyen pourrait allouer le montant de la redevance aux médias de ses choix. Cette idée s'inspire des Chèques Éducation de Milton Friedman popularisé dans son best-seller Capitalisme et liberté (1962) ou encore de la taxe d'apprentissage où le choix de son affectation est possible par les entreprises.

## Caractéristiques

### Bénéficiaires
La répartition des recettes de la redevance audiovisuelle en 2022
- France Télévisions (65 %)
- Radio France (15,9 %)
- Arte (7,5 %)
- France Médias Monde (7 %)
- INA (2,4 %)
- TV5 Monde (2,1 %)

La redevance audiovisuelle est une taxe collectée au bénéfice des groupes publics France Télévisions (chargés des chaînes de télévision nationales et outre-mer et des radios outre-mer) et Radio France (chargée des radios nationales), de la société Arte France (société d'édition de programmes codétentrice de la chaîne Arte), de France Médias Monde (France 24, RFI, Monte Carlo Doualiya), de TV5 Monde et enfin de l'INA (chargé de la sauvegarde des archives audiovisuelles),.
En 2006, la redevance représente la majeure partie des recettes de l'audiovisuel public (64 %). Le restant étant le produit de la publicité et du sponsoring (24 %) et d'autres ressources publiques (12 %).
En 2022, la majeure partie de la redevance est attribuée à France Télévisions (65 %). Radio France vient ensuite avec 15,9 %. Arte et France Médias Monde touchent environ 7 %. Puis l'Institut nationale de l'audiovisuel et TV5 Monde se répartissent le reste (un peu plus de 2 % chacun).

### Redevables
Répartition des foyers en 2020
- Redevables (76,5 %)
- Sans téléviseur (7 %)
- Exonérés (16,5 %)

Le fait générateur de la contribution à l'audiovisuel public est le fait de détenir un téléviseur ou un dispositif assimilé. Les particuliers et les professionnels (principalement les restaurateurs, hôteliers et exploitants de bars) sont redevables de la taxe. La règlementation fiscale dispose que la redevance audiovisuelle concerne toute télévision ; y compris non utilisée (une télévision simplement reliée à une console de jeu, ou dans une zone non couverte par le réseau hertzien reste imposable). Les cartes tuner pour ordinateur, ou la réception par internet ne sont pas taxables, ainsi que les radios.

#### Particuliers
Sur les 29,6 millions de « foyers TH » recensés en 2020, 23,0 millions de foyers payent la redevance audiovisuelle, 4,6 millions de foyers sont exonérés et 2,0 millions de foyers déclarent ne pas détenir de téléviseur. L'âge sous condition de ressources est la principale source de dégrèvement (3/4 des cas).

#### Professionnels
68 000 entreprises, principalement dans le secteur de l'hôtellerie-restauration, payent la contribution à l'audiovisuel public.

#### Outre-mer
Depuis 2004, il est prévu un montant réduit unique pour les départements d’outre-mer. Les collectivités d’outre-mer ne sont pas soumises à la contribution à l’audiovisuel public. Jusqu'à cette date, la pratique consistait à appliquer systématiquement, par une mesure coutumière, le taux de la télévision en noir et blanc.

### Produit
La redevance rapporte 3,8 milliards d'euros selon les données de la direction générale des finances publiques en 2020. Le coût de la collecte (frais de gestion et de trésorerie) s'élève à 28,9 millions d'euros en 2020.
Jusqu'en 2004, les détenteurs de télévisions en noir et blanc s’acquittaient d'un montant réduit au titre de la redevance télévisuelle. Après une phase d'augmentation régulière entre 1981 et 1986 qui suit à peu près l'inflation l'année 1987 est marquée par une nette baisse (-6,5 %) de la redevance à la suite de la privatisation de TF1. Après une année 1988 sans augmentation, la hausse reprend à un rythme soutenu jusqu'au milieu des années 1990 (sauf en 1998), elle n'augmente pas en 1997 et 2001 puis à nouveau en 2003. Depuis le 1er janvier 2009, le montant de la redevance audiovisuelle est indexée sur l'indice des prix à la consommation hors tabac. Néanmoins cette obligation légale n'est pas systématiquement appliquée. Depuis 1990, la redevance audiovisuelle a connu une croissance équivalente à l'inflation (hausse de 1,6 % par an en moyenne contre 1,5 % pour l'inflation).
Graphique. Montant de la redevance audiovisuelle (euro constant, base 2019),,,,
Pour des raisons techniques, il est temporairement impossible d'afficher le graphique qui aurait dû être présenté ici.

Graphique. Montant de la redevance audiovisuelle (euro constant, base 2016)
Pour des raisons techniques, il est temporairement impossible d'afficher le graphique qui aurait dû être présenté ici.

#### Comparaison internationale
La France est proche de la moyenne des pays de l'Union européenne membres de l'Union européenne de radio-télévision.
| Pays               | Redevance |
| ------------------ | --------- |
| Suisse             | 340,98    |
| Autriche           | 300,03    |
| Allemagne          | 210,00    |
| Danemark           | 181,50    |
| Royaume Uni        | 173,71    |
| Irlande            | 160,00    |
| Slovénie           | 153,00    |
| France             | 138,00    |
| Croatie            | 127,34    |
| Italie             | 90,00     |
| République Tchèque | 81,62     |
| Pologne            | 61,30     |
| Slovaquie          | 55,68     |
| Bosnie-Herzégovine | 46,02     |
| Israël             | 39,76     |
| Portugal           | 36,25     |
| Grèce              | 36,00     |
| Serbie             | 26,02     |
| Jordanie           | 14,90     |
| Albanie            | 9,69      |
| Algérie            | 2,76      |

### Contrôles
La fausse déclaration de non-possession d'un téléviseur est punie d'une amende de 150 € (en plus du coût normal de la redevance). Le droit de reprise s'exerce sur les trois années précédentes. Il est à noter que sauf cas très improbable de commission rogatoire, un agent du fisc n'a pas le droit d'obliger un particulier à le laisser entrer dans son habitation : les contrôles se font par le fichier des acheteurs de télévision, les déclarations des fournisseurs de service de télévision (FAI, Canal+…) ou enfin à une simple visite à l'adresse en question (constater la présence d'une télévision par la fenêtre est par exemple juridiquement valable pour effectuer le redressement. De même entrer dans un logement avec l'accord du propriétaire est également valable). En revanche les agents des finances peuvent valablement entrer dans les locaux professionnels (bars, hôtels etc).
Avec l'arrêté publié le 21 juin 2013, le contrôle de la redevance est désormais effectué par le POLRE (Pôle redevance) de Toulouse,, service national unique spécialement créé par Bercy. Ce service a pour finalité une meilleure lutte contre la fraude (fausse déclaration de non-possession d'un appareil de télévision) en s'appuyant sur le fichier des abonnés internet à des services de télévision, en plus du fichier des déclarations des vendeurs de récepteurs.

### Comptabilité publique et comptabilité nationale
Jusqu’au 31 décembre 2003, la redevance relève du régime de la parafiscalité. Ce qui en faisait même la première taxe parafiscale par son produit et son nombre de redevables. Son caractère parafiscal a été confirmé à plusieurs reprises par la jurisprudence du Conseil constitutionnel comme par celle du Conseil d'État,. Chaque année, le législateur autorisait son recouvrement et déterminait la répartition du produit de la redevance entre les organismes bénéficiaires. Par décret, le gouvernement fixait l'assiette et le taux
L'article 63 de la loi organique relative aux lois de finances supprime les taxes parafiscales au plus tard le 31 décembre 2003. Le législateur décide de transformer la taxe parafiscale en taxe affectée. La redevance devient une imposition de toute nature par la loi de finances pour 2004. Son produit est affecté à ses bénéficiaires via un compte spécial du Trésor.
Pendant longtemps la comptabilité nationale ne considérait pas la redevance audiovisuelle comme une recette publique hors prélèvements obligatoires,. À la suite d'une demande d'Eurostat, l'INSEE a revu sa position afin de considérer que la redevance est un impôt et non une vente de services.

#### Principaux textes législatifs et réglementaires
- Articles 109 à 115 de la loi du 31 mai 1933 portant fixation du budget général de l'exercice 1933
- Loi n°48-1974 du 31 décembre 1948
- Décret n°74-658 du 27 juillet 1974 relatif à la redevance pour droit d'usage des récepteurs de télévision
- Décret n°80-201 du 10 mars 1980 portant suppression de la redevance pour droit d'usage des appareils récepteurs de radiodiffusion
- Décret n°82-971 du 17 novembre 1982 relatif à l'assiette et au recouvrement de la redevance pour droit d'usage des appareils récepteurs de télévision et des appareils d'enregistrement et de reproduction des images et du son en télévision
- Décret n°86-1365 du 31 décembre 1986 relatif à la fixation des taux de base, applicables à compter du 1er janvier 1987, de la redevance pour droit d'usage des appareils récepteurs de télévision et à la suppression de la redevance pour droit d'usage des appareils d'enregistrement et de reproduction des images et du son en télévision
- Article 29 de la loi n° 2009-258 du 5 mars 2009 relative à la communication audiovisuelle et au nouveau service public de la télévision

#### Rapports
- Patrice Martin-Lalande, « Réformer la redevance, pour assurer le financement de l'audiovisuel public », Assemblée nationale, 9 juillet 2003
- « Le bilan de la réforme de la redevance audiovisuelle », Cour des comptes, octobre 2007
- « La redevance audiovisuelle : réforme et perspectives », Cour des comptes, 6 février 2008
- Louis Zachée, « Pour une remise à plat de la « redevance audiovisuelle » », sur Terra Nova, 10 avril 2019
- Roger Karoutchi et Jean-Raymond Hugonet, « Changer de cap pour renforcer la spécificité, l'efficacité et la puissance de l'audiovisuel public : Rapport d'information fait au nom de la commission de la culture, de l'éducation et de la communication et de la commission des finances », 8 juin 2022
- Julia Cagé, « Une autre redevance est possible : Pour un financement affecté mais plus juste de l’audiovisuel public », Fondation Jean Jaurés, juin 2022
- « Réforme du financement de l'audiovisuel public », IGF et IGAC, juin 2022